# Austrothaumalea cervulus
Austrothaumalea cervulus är en tvåvingeart som beskrevs av Günther Theischinger 1986. Austrothaumalea cervulus ingår i släktet Austrothaumalea och familjen mätarmyggor. Inga underarter finns listade.